# Emilio Córdova
Emilio Arturo Córdova Daza (* 8. Juli 1991 in Lima) ist ein peruanischer Schachspieler. Trainiert wird er von Yuri Castañeda.

## Leben
Im Jahre 2002 wurde er in Villa Giardino, Provinz Córdoba panamerikanischer Meister U12, 2004 in Bogotá panamerikanischer Meister U14. 2005 gewann er die peruanische Einzelmeisterschaft. Mit der peruanischen Nationalmannschaft nahm er an sieben Schacholympiaden teil, 2004 am vierten, 2006, 2010 und 2014 am zweiten Brett sowie 2016, 2018 und 2022 am Spitzenbrett mit einem positiven Gesamtergebnis von 42 Punkten aus 74 Partien (+29 =26 −19). Im Januar 2008 gewann er das 2. Jose Marca Castañeda in Memoriam-Open in Lima mit 8,5 Punkten aus 9 Partien und 1,5 Punkten Vorsprung, im Juli 2008 das Internacional in Alajuela, Costa Rica mit 8 Punkten aus 9 Partien und im Dezember 2008 das 1. Felix Galvany Olivares Gedächtnisturnier in Matanzas, Kuba. Die amerikanische Kontinentalmeisterschaft konnte er 2016 in San Salvador gewinnen.
Im Alter von neun Jahren trug er schon 2001 den Titel FIDE-Meister. Seit August 2005 trägt er den Titel Internationaler Meister. Die Normen hierfür erzielte er im Mai 2005 beim Jubiläumsturnier I Magistral Huila 100 Jahre in Neiva, im Juli 2005 beim World Open 2005 in Philadelphia und im August 2005 bei der Kontinentalmeisterschaft in Buenos Aires. Großmeister ist er seit November 2008. Seine erste GM-Norm bekam er beim Entel-Turnier im März 2006 in Santiago de Chile, seine zweite erreichte er im Mai 2006 beim 107. US Open in Oak Brook, Illinois und seine dritte GM-Norm beim Carlos Torre Repetto-Memorial in Mérida (Mexiko) im Dezember 2007.
Mit seiner höchsten Elo-Zahl von 2660 im Dezember 2016 führte er die peruanische Elo-Rangliste an.